# Villa Oleander

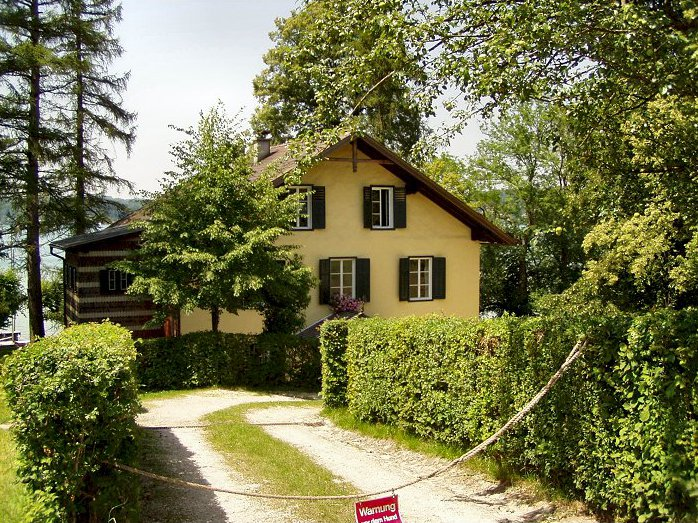
Villa Oleander

Die Villa Oleander in Schörfling am Attersee ist ein Haus am Attersee. Es steht unter Denkmalschutz. 1879 wurde es von der Gräfin Khevenhüller zu touristischen Zwecken errichtet. 1908 bis 1912 waren hier Gustav Klimt und Emilie Flöge zur Sommerfrische. Ab 1913 weilte hier die österreichisch-schweizerische Familie Meiss-Teuffen, welche 1916 das Eigentum an dem Objekt erwarb.